# Italie au Concours Eurovision de la chanson 1992
L'Italie a participé au Concours Eurovision de la chanson 1992 le 9 mai à Malmö, en Suède. C'est la 34e participation de l'Italie au Concours Eurovision de la chanson.
Le pays est représenté par la chanteuse Mia Martini et la chanson Rapsodia (en), sélectionnées en interne par la RAI.

## Sélection
Le radiodiffuseur italien, la Radiotelevisione Italiana (RAI, Radio-télévision italienne), choisit l'artiste et la chanson en interne pour représenter l'Italie au Concours Eurovision de la chanson 1992.
| Artiste     | Chanson       | Langue  | Traduction |
| ----------- | ------------- | ------- | ---------- |
| Mia Martini | Rapsodia (en) | Italien | Rhapsodie  |

Lors de cette sélection, c'est la chanson Rapsodia, interprétée par Mia Martini, qui fut choisie pour représenter l'Italie à l'Eurovision 1992. 
Le chef d'orchestre sélectionné pour l'Italie à l'Eurovision 1992 est Marco Falagiani.

## À l'Eurovision

### Points attribués par l'Italie
| 12 points | Grèce       |
| 10 points | Suisse      |
| 8 points  | Royaume-Uni |
| 7 points  | Espagne     |
| 6 points  | France      |
| 5 points  | Islande     |
| 4 points  | Chypre      |
| 3 points  | Malte       |
| 2 points  | Irlande     |
| 1 point   | Grèce       |

### Points attribués à l'Italie
| 12 points                                | 10 points          | 8 points           | 7 points | 6 points    |
| ---------------------------------------- | ------------------ | ------------------ | -------- | ----------- |
| - Finlande - France - Norvège - Pays-Bas | - Chypre - Islande | - Portugal - Suède | - Suisse | - Autriche  |
| 5 points                                 | 4 points           | 3 points           | 2 points | 1 point     |
| - Malte - Turquie                        |                    | - Grèce            |          | - Allemagne |

Mia Martini interprète Rapsodia en dix-neuvième position, suivant le Danemark et précédant la Yougoslavie. À la fin du vote, l'Italie termine 4e sur 23 pays, ayant reçu 111 points au total,.